# Sangarrén
Sangarrén ist eine Gemeinde in der Provinz Huesca in der Autonomen Gemeinschaft Aragonien in Spanien. Sie liegt in der Comarca Monegros am Río Flumen nahe der Einmündung des Río Isuela (Huesca).

## Geschichte
Der Ort wird erstmals im Jahr 1083 urkundlich genannt.

## Bevölkerungsentwicklung seit 1991
| 1991 | 1996 | 2001 | 2004 |
| ---- | ---- | ---- | ---- |
| 307  | 285  | 250  | 274  |

## Sehenswürdigkeiten

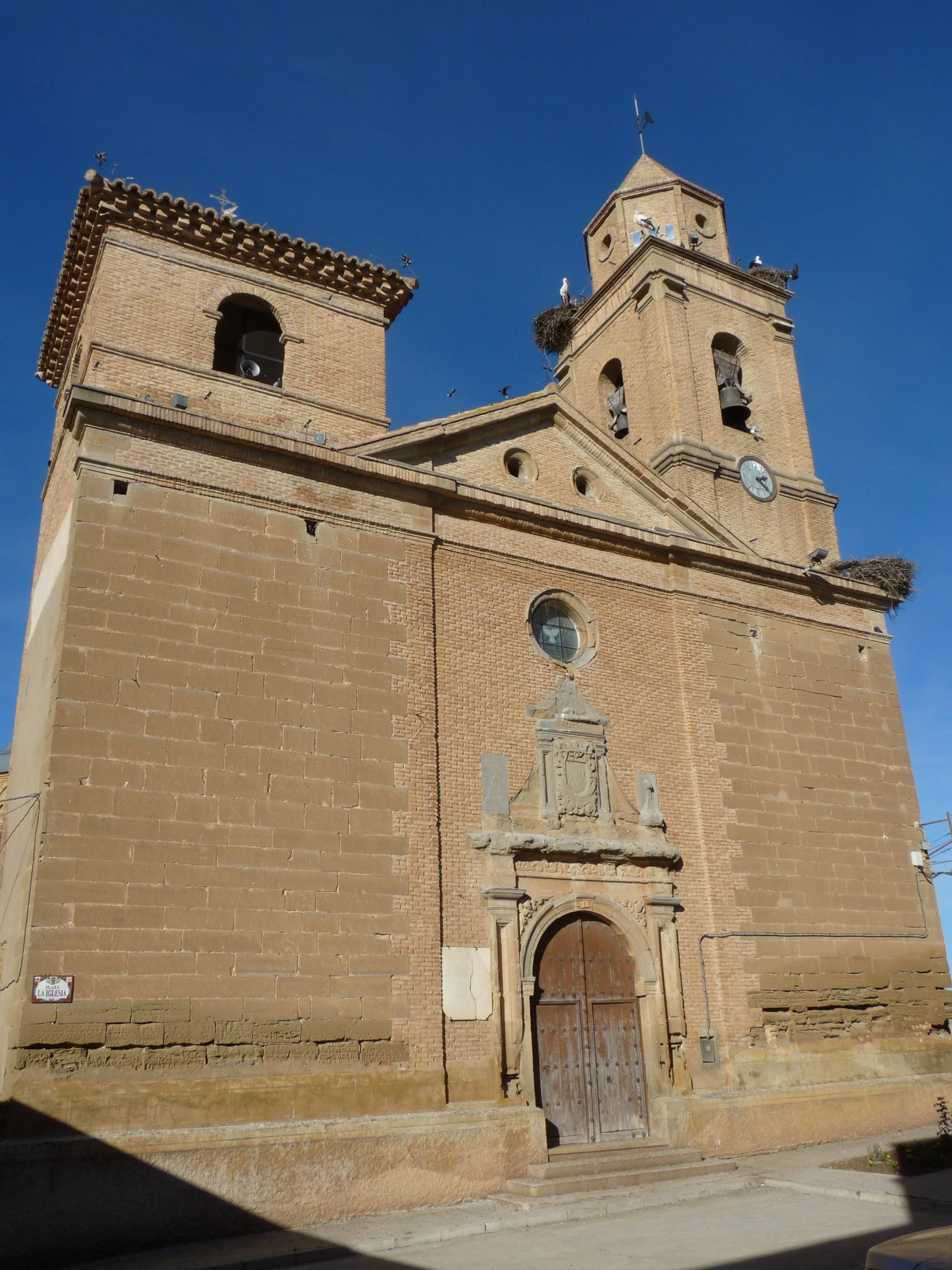
Kirche San Francisco

- Die barocke, dreischiffige Pfarrkirche San Francisco de Asís aus dem 18. Jahrhundert mit quadratischem Turm und einer Krypta.
- Die Casa Azcón.
- Reste der gotischen, heute als Rathaus genutzten Burg aus dem 14. und 15. Jahrhundert.

## Gemeindepartnerschaften
- Clermont-Pouyguillès im Département Gers, Frankreich